# Alicia (Zamboanga Sibugay)
Pour les articles homonymes, voir Alicia.
Alicia est une ville et une municipalité de la province de Zamboanga Sibugay, aux Philippines.

## Géographie
Alicia est divisée en 27 barangays.